# 야오천
야오천(중국어: 姚晨, 병음: Yáo Chén, 한자음: 요신, 1979년 10월 5일~)은 중화인민공화국의 배우이다.

## 생애
1979년 취안저우시의 현급시인 스스시에서 태어났다.

## 작품 목록
- 800 (2020)
- 조도니 (2018)
- 서유복요편 (2017)
- 에브리바디스 파인 (2016)
- 구층요탑: 전설의 부활 (2015)
- 심용결 :  잃어버린 전설 (2015)
- 메이메이 쇼핑몰의 기적 (2015)
- 몬스터 헌트 (2015)
- 이혼률사 (2014)
- 황금시대 (2014)
- 마이 럭키 스타 (2013)
- 파이어스톰 (2013)
- 컨트롤 (2013)
- 수색 (2012)
- 무림외전 (2011)
- 쉬즈 더 원 2 (2011)
- 화벽 (2011)
- 요파de혼약 (2010)
- 애출색 (2010)
- 가유희사 2009 (2009)
- 소피의 연애 매뉴얼 (2009)
- 추애총동원 (2007)
- 대전영 2.0 - 량개사과적황당사 (2007)
- 대전영지수백억 (2006)